# Bundestagswahlkreis Lörrach – Müllheim
Der Wahlkreis Lörrach – Müllheim (2005: Wahlkreis 283, 2009: Wahlkreis 282) ist ein Bundestagswahlkreis in Baden-Württemberg.

## Wahlkreis
Der Wahlkreis umfasst den Landkreis Lörrach und den südwestlichen Teil des Landkreises Breisgau-Hochschwarzwald mit den Gemeinden Auggen, Bad Krozingen, Badenweiler, Ballrechten-Dottingen, Buggingen, Eschbach, Hartheim, Heitersheim, Müllheim, Münstertal/Schwarzwald, Neuenburg am Rhein, Staufen im Breisgau und Sulzburg. Bis 1965 trug der Wahlkreis den Namen Lörrach.
Bei der Bundestagswahl am 26. September 2021 waren 231.076 Einwohner wahlberechtigt.

## Wahlkreisgeschichte
| Wahl      | Wahlkreisname          | Gebiet |
| --------- | ---------------------- | --- |
| 1949      | 11 Lörrach             | Landkreis Lörrach, Landkreis Säckingen, Landkreis Müllheim |
| 1953–1961 | 185 Lörrach            | Landkreis Lörrach, Landkreis Säckingen, Landkreis Müllheim |
| 1965–1976 | 189 Lörrach – Müllheim | Landkreis Lörrach, Landkreis Müllheim |
| 1980–1998 | 186 Lörrach – Müllheim | Landkreis Lörrach, vom Landkreis Breisgau-Hochschwarzwald die Gemeinden Auggen, Bad Krozingen, Badenweiler, Ballrechten-Dottingen, Buggingen, Eschbach, Hartheim, Heitersheim, Müllheim, Münstertal, Neuenburg, Staufen und Sulzburg |
| 2002–2005 | 283 Lörrach – Müllheim | Landkreis Lörrach, vom Landkreis Breisgau-Hochschwarzwald die Gemeinden Auggen, Bad Krozingen, Badenweiler, Ballrechten-Dottingen, Buggingen, Eschbach, Hartheim, Heitersheim, Müllheim, Münstertal, Neuenburg, Staufen und Sulzburg |
| seit 2009 | 282 Lörrach – Müllheim | Landkreis Lörrach, vom Landkreis Breisgau-Hochschwarzwald die Gemeinden Auggen, Bad Krozingen, Badenweiler, Ballrechten-Dottingen, Buggingen, Eschbach, Hartheim, Heitersheim, Müllheim, Münstertal, Neuenburg, Staufen und Sulzburg |

## Wahlkreisabgeordnete
| Wahl | Abgeordneter                           | Abgeordneter                           | Partei                                 | Stimmen in %                           |
| ---- | -------------------------------------- | -------------------------------------- | -------------------------------------- | -------------------------------------- |
| 1949 |                                        | Lambert Schill                         | CDU                                    |                                        |
| 1953 |                                        | Lambert Schill                         | CDU                                    |                                        |
| 1957 |                                        | Herbert Wolff                          | CDU                                    |                                        |
| 1961 |                                        | Karl August Bühler                     | CDU                                    |                                        |
| 1965 |                                        | Karl August Bühler                     | CDU                                    |                                        |
| 1969 |                                        | Heinz Eyrich                           | CDU                                    |                                        |
| 1972 |                                        | Heinz Eyrich                           | CDU                                    |                                        |
| 1976 |                                        | Heinz Eyrich                           | CDU                                    |                                        |
| 1980 |                                        | Wilhelm Jung                           | CDU                                    |                                        |
| 1983 |                                        | Wilhelm Jung                           | CDU                                    |                                        |
| 1987 |                                        | Wilhelm Jung                           | CDU                                    |                                        |
| 1990 |                                        | Ortrun Schätzle                        | CDU                                    |                                        |
| 1994 |                                        | Ortrun Schätzle                        | CDU                                    |                                        |
| 1998 |                                        | Marion Caspers-Merk                    | SPD                                    |                                        |
| 2002 |                                        | Marion Caspers-Merk                    | SPD                                    |                                        |
| 2005 |                                        | Marion Caspers-Merk                    | SPD                                    |                                        |
| 2009 |                                        | Armin Schuster                         | CDU                                    |                                        |
| 2013 |                                        | Armin Schuster                         | CDU                                    |                                        |
| 2017 |                                        | Armin Schuster                         | CDU                                    |                                        |
| 2021 |                                        | Diana Iris Stöcker                     | CDU                                    |                                        |
| 2025 | kein – ungenügende Zweitstimmendeckung | kein – ungenügende Zweitstimmendeckung | kein – ungenügende Zweitstimmendeckung | kein – ungenügende Zweitstimmendeckung |

## Wahlergebnisse

### Bundestagswahl 2025
| Kandidaten                                                                      | Kandidaten                | Parteien/Listen     | Erststimmen | Erststimmen | Zweitstimmen | Zweitstimmen |
| Kandidaten                                                                      | Kandidaten                | Parteien/Listen     | Stimmen     | %           | Stimmen      | %            |
| ------------------------------------------------------------------------------- | ------------------------- | ------------------- | ----------- | ----------- | ------------ | ------------ |
|                                                                                 | Stefan Glaser             | CDU                 | 61.900      | 33,2        | 54.618       | 29,2         |
|                                                                                 | Julian Alexander Wiedmann | SPD                 | 32.288      | 17,3        | 29.798       | 16,0         |
|                                                                                 | Jasmin Ateia              | GRÜNE               | 29.238      | 15,7        | 28.450       | 15,2         |
|                                                                                 | Amir Ismaili              | FDP                 | 5.810       | 3,1         | 9.156        | 4,9          |
|                                                                                 | Marco Manuel Näger        | AfD                 | 32.848      | 17,6        | 33.960       | 18,2         |
|                                                                                 | Marcell Menzel            | LINKE               | 11.325      | 6,1         | 12.651       | 6,8          |
|                                                                                 | –                         | dieBasis            | –           | –           | 601          | 0,3          |
|                                                                                 | Christian Manfred Lehr    | FREIE WÄHLER        | 10.174      | 5,5         | 3.622        | 1,9          |
|                                                                                 | –                         | Tierschutzpartei    | –           | –           | 2.005        | 1,1          |
|                                                                                 | –                         | Die PARTEI          | –           | –           | 922          | 0,5          |
|                                                                                 | Urs-Sebastian Schreiner   | Volt                | 2.783       | 1,5         | 1.528        | 0,8          |
|                                                                                 | –                         | ÖDP                 | –           | –           | 351          | 0,2          |
|                                                                                 | –                         | Bündnis C           | –           | –           | 508          | 0,3          |
|                                                                                 | –                         | MLPD                | –           | –           | 66           | 0,0          |
|                                                                                 | –                         | BÜNDNIS DEUTSCHLAND | –           | –           | 198          | 0,1          |
|                                                                                 | –                         | BSW                 | –           | –           | 8.345        | 4,5          |
| Gesamt                                                                          | Gesamt                    | Gesamt              | 186.366     | 100         | 186.779      | 100          |
|                                                                                 |                           |                     |             |             |              |              |
| Ungültige Stimmen                                                               | Ungültige Stimmen         | Ungültige Stimmen   | 1.465       | 0,8         | 1.052        | 0,6          |
| Wähler                                                                          | Wähler                    | Wähler              | 187.831     | 81,7        | 187.831      | 81,7         |
| Wahlberechtigte                                                                 | Wahlberechtigte           | Wahlberechtigte     | 229.946     |             | 229.946      |              |
|                                                                                 |                           |                     |             |             |              |              |
| Anmerkung: kein Kandidat hat ein Direktmandat bekommen (siehe Wahlrechtsreform) |                           |                     |             |             |              |              |
|                                                                                 |                           |                     |             |             |              |              |
| Quellen: Die Bundeswahlleiterin, Kandidaten – Stimmen                           |                           |                     |             |             |              |              |

### Bundestagswahl 2021
Die Bundestagswahl 2021 hatte folgendes Ergebnis:
| Direktkandidat                   | Partei                | Erststimmen in % | Zweitstimmen in % |
| -------------------------------- | --------------------- | ---------------- | ----------------- |
| Diana Stöcker                    | CDU                   | 25,2             | 22,3              |
| Takis Mehmet Ali                 | SPD                   | 21,8             | 24,2              |
| Gerhard Zickenheiner             | Bündnis 90/Die Grünen | 20,6             | 19,0              |
| Christoph Hoffmann               | FDP                   | 14,2             | 14,3              |
| Marina Rose-Marie Kempf          | AfD                   | 8,1              | 8,2               |
| Moritz Kenk                      | Die Linke             | 2,7              | 3,2               |
| —                                | Tierschutzpartei      | —                | 1,4               |
| Alexander Sebastian Riesener     | Die Partei            | 1,5              | 1,0               |
| Ulrich Karl Kissel               | Freie Wähler          | 2,0              | 1,6               |
| Sabine Brigitte Petra Schumacher | Piraten               | 0,6              | 0,4               |
| —                                | ÖDP                   | —                | 0,2               |
| —                                | NPD                   | —                | 0,1               |
| —                                | DiB                   | —                | 0,1               |
| Zeki Ates                        | MLPD                  | 0,1              | 0,0               |
| —                                | DKP                   | —                | 0,0               |
| Juliane Constanze Prentice       | dieBasis              | 2,8              | 2,4               |
| —                                | Bündnis C             | —                | 0,3               |
| —                                | BÜRGERBEWEGUNG        | —                | 0,1               |
| —                                | BÜNDNIS21             | —                | 0,0               |
| Severine Barbara Vollmer         | LKR                   | 0,1              | 0,0               |
| —                                | Die Humanisten        | —                | 0,1               |
| —                                | Gesundheitsforschung  | —                | 0,1               |
| —                                | Team Todenhöfer       | —                | 0,4               |
| —                                | Volt                  | —                | 0,3               |
| Lea Viola Stocker                | V-Partei³             | 0,3              | —                 |

### Bundestagswahl 2017
Bei der Bundestagswahl am 24. September 2017 standen folgende Parteien und Kandidierende zur Wahl:
| Direktkandidat       | Partei            | Erststimmen in % | Zweitstimmen in % |
| -------------------- | ----------------- | ---------------- | ----------------- |
| Armin Schuster       | CDU               | 39,4             | 34,4              |
| Jonas Hoffmann       | SPD               | 21,1             | 17,8              |
| Gerhard Zickenheiner | GRÜNE             | 15,0             | 15,4              |
| Christoph Hoffmann   | FDP               | 8,7              | 11,1              |
| Wolfgang Fuhl        | AfD               | 9,6              | 10,5              |
| David Trunz          | DIE LINKE         | 5,0              | 6,2               |
| Sabine Schumacher    | PIRATEN           | 1,1              | 0,5               |
|                      | NPD               | —                | 0,2               |
| —                    | Tierschutzpartei  | —                | 0,9               |
| —                    | FREIE WÄHLER      | —                | 0,7               |
| —                    | ÖDP               | —                | 0,3               |
| —                    | MLPD              | —                | 0,1               |
| —                    | Tierschutzallianz | —                | 0,3               |

Armin Schuster legte sein Bundestagsmandat am 9. November 2020 nieder, da er Präsident des Bundesamtes für Bevölkerungsschutz und Katastrophenhilfe wurde. Christoph Hoffman zog über die Landesliste seiner Partei in den Bundestag ein, Gerhard Zickenheiner rückte am 1. Januar 2019 für den ausgeschiedenen Abgeordneten Gerhard Schick nach.

### Bundestagswahl 2013
Bei der Bundestagswahl am 22. September 2013 standen folgende Parteien und Kandidaten zur Wahl:
| Direktkandidat       | Partei              | Erststimmen in % | Zweitstimmen in % |
| -------------------- | ------------------- | ---------------- | ----------------- |
| Armin Schuster       | CDU                 | 50,1 %           | 43,7 %            |
| Thomas Mengel        | SPD                 | 24,6 %           | 21,8 %            |
| Tilo Levante         | FDP                 | 2,4 %            | 5,6 %             |
| Ina-Sophie Rosenthal | GRÜNE               | 12,0 %           | 12,7 %            |
| Thomas Grein         | DIE LINKE           | 3,9 %            | 4,8 %             |
| Max Kehm             | PIRATEN             | 2,3              | 2,2               |
| Andreas Boltze       | NPD                 | 1,1              | 0,9               |
| —                    | REP                 | —                | 0,4               |
| —                    | Tierschutzpartei    | —                | 0,9               |
| —                    | ÖDP                 | —                | 0,3               |
| —                    | PBC                 | —                | 0,4               |
| —                    | Volksabstimmung     | —                | 0,3               |
| —                    | MLPD                | —                | 0,0               |
| —                    | BüSo                | —                | 0,0               |
| Wolfgang Fuhl        | AfD                 | 3,6 %            | 5,1 %             |
| —                    | BIG                 | —                | 0,0               |
| —                    | pro Deutschland     | —                | 0,1               |
| —                    | FREIE WÄHLER        | —                | 0,5               |
| —                    | PARTEI DER VERNUNFT | —                | 0,1               |
| —                    | RENTNER             | —                | 0,3               |

### Bundestagswahl 2009
Die Bundestagswahl 2009 hatte folgendes Ergebnis:
| Direktkandidat           | Partei               | Erststimmen in % | Zweitstimmen in % | Bundestagswahl 2005 Zweitstimmen in % |
| ------------------------ | -------------------- | ---------------- | ----------------- | ------------------------------------- |
| Armin Schuster           | CDU                  | 37,9             | 32,3              | 34,7                                  |
| Jana Zirra               | SPD                  | 32,2             | 22,0              | 35,1                                  |
| Paul Lauer               | FDP                  | 11,0             | 17,1              | 10,0                                  |
| Karl Mennicken-Martensen | GRÜNE                | 10,5             | 15,5              | 12,6                                  |
| Adelbert Ringwald        | DIE LINKE            | 6,0              | 7,0               | 3,8                                   |
| Jürgen Fischinger        | NPD                  | 1,4              | 0,8               | 0,9                                   |
| —                        | REP                  | —                | 0,9               | 1,0                                   |
| Hans-Werner Kuchta       | PBC                  | 1,0              | 0,6               | 0,7                                   |
| —                        | MLPD                 | —                | 0,0               | 0,1                                   |
| —                        | BüSo                 | —                | 0,0               | 0,1                                   |
| —                        | Volksabstimmung      | —                | 0,3               | —                                     |
| —                        | ADM                  | —                | 0,0               | —                                     |
| —                        | DVU                  | —                | 0,0               | —                                     |
| —                        | DIE VIOLETTEN        | —                | 0,2               | —                                     |
| —                        | Die Tierschutzpartei | —                | 0,7               | —                                     |
| —                        | ödp                  | —                | 0,3               | —                                     |
| —                        | PIRATEN              | —                | 2,0               | —                                     |